# Casa Epifani de Fortuny
La casa Epifani de Fortuny és un edifici situat al carrer del Carme, 23 del barri del Raval de Barcelona, catalogat com a bé cultural d'interès local.

## Història
Josep Jordà i Santandreu (1779-1834), natural de Berga i fill de Josep Jordà i Bové i Eulàlia Santandreu i Riu, es va establir a Barcelona, on es va dedicar al comerç colonial, i el 1822 va adquirir una casa amb hort al carrer del Carme propietat de l'orde de Sant Joan de Jerusalem. Aquest pròsper negoci fou continuat per la seva vídua Marianna Gelabert, que amb el temps va constituir la societat Vídua de Jordà, Fill i Cia amb l'hereu Josep Jordà i Gelabert, establert posteriorment en solitari.
L'any 1850, Marianna Gelabert i el seu fill van vendre una part dels terrenys al capità d'artilleria Epifani de Fortuny i Sentromà (fill d'Epifani de Fortuny i van Oosterom), que l'any següent va encarregar-ne el projecte a l'arquitecte Francesc Daniel Molina i Casamajó.

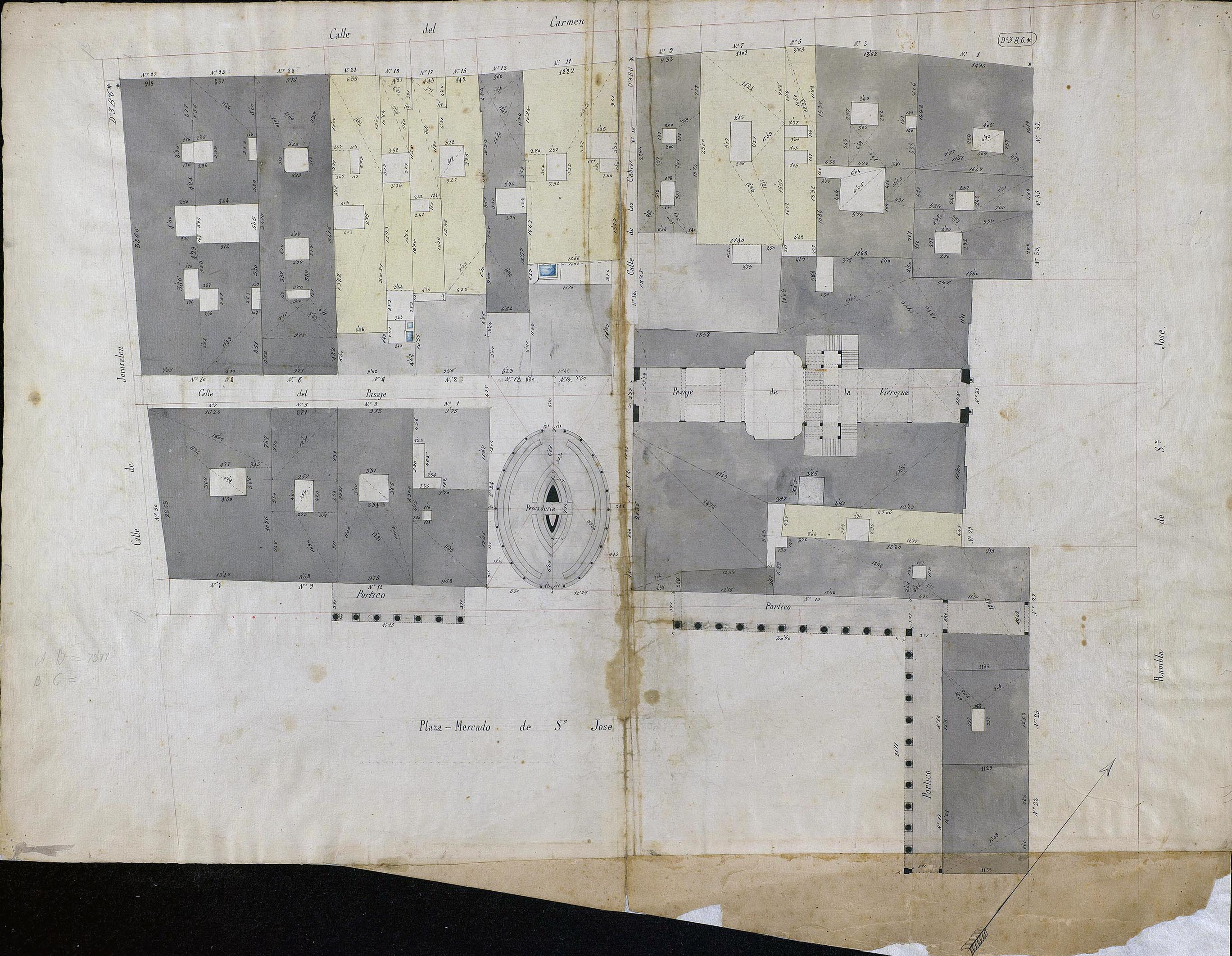
Quarteró núm. 69 de Garriga i Roca (c. 1860)

## Descripció
És un edifici de planta baixa, entresòl i tres pisos, amb façana als carrers del Carme i el passatge de la Virreina.
L'accés principal de la finca és al carrer del Carme, per bé que des del passatge de la Virreina també es pot accedir als magatzems posteriors. La planta baixa i l'entresòl s'engloben dins d'un basament de pedra, mentre que la resta de plantes es presenten revestits amb morters i ornats amb estucs. Tanmateix, les obertures, alineades en tres eixos verticals i de dimensions decreixents, també presenten llurs emmarcaments de pedra. Tanmateix, els elements que doten l'edifici de major personalitat són les baranes de ferro fos a base de barrots en forma de sageta.
La planta baixa s'obre al carrer per mitjà de tres grans portals que donen accés a l'escala de veïns (el central) i a les botigues a peu de carrer (els laterals). Damunt d'aquests portals hi reposa una cornisa sobre la qual s'obren els balcons ampitadors de l'entresòl, flanquejats per pilars de pedra ornats a quarterons. En aquests pilars hi neixen unes mènsules en forma de voluta clàssica que sosté la volada del gran balcó corregut del pis principal. Els balcons d'aquest pis estan coronats per una obertura semicircular tancada amb reixes metàl·liques que foren cegades a finals del segle xx. El pis principal i el primer pis estan lligats per quatre pilastres d'estuc amb capitells corintis ornats amb cascs alats (atribut del déu Hermes). La cornisa de l'entaulament corregut d'aquesta falsa columnata serveix de llosana dels balcons de l'àtic, les sobreportes dels quals presenten els respiradors de la solera del terrat.
La façana del passatge de la Virreina comprèn tan sols planta baixa, entresòl i la balustrada del pati del pis principal.